# Бексултанов, Абдурагим Абдулзагирович
Абдурагим Абдулзагирович Бексултанов (10 июля 1944, Хасавюрт, Дагестанская АССР, РСФСР, СССР) — российский политик. С 1993 по 2004 год глава администрации Хасавюртовского района Дагестана. Кандидат сельскохозяйственных наук. По национальности — кумык.

## Биография
Родился в Хасавюрте. В 1961 году поступил в Горский сельскохозяйственный институт в городе Ордоникидзе, который окончил с отличием в 1966 году с отличием. после окончания института с 1966 по 1974 годы работал инженером-механиком в винсовхозе им. 18 партсъезда Хасавюртовского района. С 1974 по 1977 годы работал директором учебного комбината; с 1977 по 1983 годы - директором мехлесхоза; с 1983 по 1990 годы - заместителем председателя Хасавюртовского райисполкома, Председателем Совета РАПО. С 1990 по 1993 годы - председатель Хасавюртовского райисполкома. С 1993 по 2004 годы являлся главой администрации Хасавюртовского района, а с 2000 года и председатель районного собрания. С 2004 по 2006 годы - советник Председателя правительства Республики Дагестан. С мая 2006 года по 2021 год являлся директором Хасавюртовского аграрно-экономического колледжа, в 2021 году его сменил Марат Даибов. Является автором тринадцати научных трудов и методических разработок.

## Трудовая деятельность
- 1966 — 1974 год — инженером-механиком в винсовхозе им. 18 партсъезда Хасавюртовского района;
- 1974 — 1977 год — директор учебного комбината;
- 1977 — 1983 год — директор мехлесхоза;
- 1983 — 1990 год — заместитель председателя Хасавюртовского райисполкома, Председатель Совета РАПО;
- 1990 — 1993 год — председатель Хасавюртовского райисполкома;
- 1993 — 2004 год — глава администрации Хасавюртовского района;
- 2000 — 2004 год — председатель собрания Хасавюртовского района;
- 2000 — 2004 год — председатель собрания Хасавюртовского района;
- 2004 — 2006 год — советник Председателя правительства Республики Дагестан;
- 2006 — 2021 год — директор Хасавюртовского аграрно-экономического колледжа

## Награды и звания
- Почётная грамота Президиума Верховного Совета ДАССР;
- Орден Дружбы народов;
- Заслуженный экономист Республики Дагестан;
- Заслуженный экономист Российской Федерации;
- Медаль Макаренко
- Занесен в энциклопедию «Лучшие люди России 2004

## Образование
- Горской сельскохозяйственный институт (1966)